# Communication durable
La communication durable est l'application des principes du développement durable à la communication. Sa mise en œuvre revient au service communication de l'organisation, mais elle fait partie intégrante d'une stratégie globale de l'entreprise ; elle doit donc être pensée en concertation avec le ou les dirigeant(s) de l'organisation (entreprise privée, institution publique, association).

## Définitions

### Définitions
La communication durable est un concept relativement nouveau et mal compris. En 2012, l'association Communication et Entreprise a mené une étude auprès de communicants (annonceurs et agences) qui révèle que 38 % des répondants confondaient encore communication responsable et communication sur le développement durable. Un tiers se déclarait "insuffisamment informé" sur la notion de communication responsable.
Si le développement durable a été défini en 1987 comme la "capacité des générations futures à pouvoir subvenir à leurs besoins" dans le rapport Brundtland, la communication durable en retient surtout la notion de résistance au temps et d'adaptation à l'évolution du système. Il s'agit non seulement de créer une communication qui se pense sur le long terme, mais qui crée également un lien durable avec sa ou ses cible(s). Cela implique donc une vraie démarche stratégique pensée également par le ou les dirigeant(s) de l'organisation, plutôt qu'uniquement par le service communication. Cette coopération sert notamment à communiquer de manière transparente sur les activités de l'organisation.[réf. nécessaire]
La notion de durabilité dans "communication durable" inclut donc à la fois les outils de communication, qui se doivent de ne pas être pensés sur le court terme mais de respecter les règles du développement durable, et à la fois la relation avec la cible, qui doit elle aussi être pensée sur le long terme.[réf. nécessaire]

### Concepts liés

#### La responsabilité sociétale des entreprises
La responsabilité sociétale des entreprises (RSE) est selon le ministère français de l’Écologie, du Développement durable et de l'Énergie « la contribution des entreprises aux enjeux du développement durable ». Plus développée par la Commission européenne, la définition serait celle d'un « concept dans lequel les entreprises intègrent les préoccupations sociales, environnementales, et économiques dans leurs activités et dans leurs interactions avec leurs parties prenantes sur une base volontaire. » Toutes les activités de l'organisation sont impliquées dans la RSE, y compris la communication. Il peut s'agir d'une communication sur la démarche RSE de l'entreprise, ou d'une communication indépendante qui prendrait également en compte les préoccupations sociales, environnementales et économiques dans sa mise en œuvre.[réf. nécessaire]

#### L'éco-communication
L'éco-communication est un principe plus proche de l'écologie que du développement durable. L'ADEME (Agence de l'environnement et de la maîtrise de l'énergie) en a réalisé un guide, qui reprend les outils et bons gestes pour une éco-conception de la communication, avec le plus faible impact environnemental possible.[réf. nécessaire]

#### La communication responsable
La communication responsable prend en compte les enjeux du développement durable, mais elle est surtout "responsable" quant à son contenu. La responsabilité de la communication s'étend à l'impact que le message peut avoir sur le public. Les contenus sont donc responsables, vérifiés, clairs et accessibles.

## Parties prenantes
Tout comme la RSE, la communication durable doit faire partie d'une stratégie globale dans l'organisation. D'autres parties prenantes que le service communication sont donc amenées à être concernées, en interne ou en externe.

### En interne

#### Les employés
Ils doivent être tenus au courant non seulement de la stratégie mise en place dans l'organisation, mais également de ses résultats. Cela permet à la fois une meilleure transparence, ainsi que d'en faire des ambassadeurs de l'organisation.

### En externe

#### Les fournisseurs
Il peut être demandé aux fournisseurs d'adopter une démarche de développement durable dans leur propre pratique, sans quoi l'organisation ne travaillera pas avec eux. C'est une manière d'assurer que les produits ou services proposés sont durables.

#### Les consommateurs
Pour le consommateur, les efforts consentis par l'organisation peuvent être un motif d'achat ou de fidélisation.

#### Les prestataires
L'implication dans le développement durable pour une organisation, ainsi que la communication qui l'entoure, est un élément important dans le choix d'un partenaire. 72 % des entreprises affirment prendre en compte la sensibilité au développement durable comme critère de sélection d'un partenaire.  Ils doivent être informés des efforts mis en place ainsi que des résultats.

#### Les institutions
L'organisation devra prendre en compte les politiques environnementales et sociales relatives à son implantation, voire à son secteur. Il pourra lui être demandé de rendre des comptes, par exemple en dévoilant ses résultats.

#### La presse et les relais d'opinion
Comme dans toute stratégie de communication, ces relais sont essentiels. Ils permettent d'atteindre plusieurs sources et de mieux y développer les efforts mis en place.

## Enjeux et risques

### Enjeux
Plusieurs enjeux sont liés à la mise en place d’une communication durable.
Tout d’abord, en s’inscrivant dans une démarche de communication durable, les organisations respectent les réglementations mises en place.
Des lignes directrices ont été établies concernant les principes de la RSE. Ces lignes directrices sont définies dans la norme ISO 14001, qui régit le système de management environnemental. Cette norme concerne plus le social et l’environnemental que la communication, bien qu’elle puisse être appliquée à des actions de communication[réf. nécessaire].
La loi Nouvelles régulations économiques du 15 mai 2001 oblige les entreprises cotées au CAC 40 à indiquer dans leur rapport annuel des informations relatives aux conséquences sociales et environnementales de leur société.
L'ARPP a établi en 2009 sa « Recommandation développement durable » pour encadrer les communications dites “durables” et lutter contre le greenwashing. L'ARPP peut intervenir en amont ou en aval de la diffusion d’une publicité afin de veiller au respect des règles établies.
Ensuite, en mettant en place une communication durable, l’organisation s’engage à contribuer à une société durable. Cela implique que toutes les actions ou décisions communicationnelles n’aient aucun impact sur l’environnement. Dans cette dynamique, l’organisation ne se laisse pas guider par une rationalité économique qui conduirait à “« détruire l’environnement pour avoir à le produire ensuite ». 
L’un des enjeux centraux de la communication durable pour une organisation est d’améliorer sa réputation et son image.
Aujourd’hui, la notion de « consommacteur » est ancrée dans la société : les consommateurs deviennent acteurs et se sentent de plus en plus concernés par les problématiques environnementales. Une marque peut décider de mettre en place une communication durable afin de générer un partage de valeurs avec ses consommateurs[réf. nécessaire].
Certaines entreprises et organisations adaptent donc leur communication classique pour créer une communication durable. En effet, l’étude Sustainable Future 2009, portant sur les consommateurs, les marques et le développement durable, indique que cette démarche contribuerait directement à 40 % de la valeur des marques.
La mise en place d’une telle communication permet également de devenir un acteur économique responsable, et ainsi limiter les risques de crise ou de boycott occasionnés par des pratiques contraires au principe du développement durable.[réf. nécessaire]
Par conséquent, une organisation qui met en place une communication durable fidélise ses clients et renforce la confiance qu’ils ont pu mettre en elle[réf. nécessaire].
En ce sens, la communication durable permet aux entreprises d’établir des liens durables avec leurs consommateurs.
Pour une organisation ayant une politique de développement durable, la communication durable est le moyen de concrétiser son discours, de lui donner du sens et d’apporter une valeur ajoutée au fait de communiquer.
La mise en place d’une communication durable dans une organisation peut également permettre de stimuler l’innovation et la créativité en matière de communication. En effet, la communication durable pousse à utiliser de nouveaux outils, de nouveaux supports, plus durables. Ceux-ci offrent de nouvelles possibilités d'expression. De plus, il ne s'agit plus de communiquer à un moment donné, mais sur le long terme. Le message est donc lui aussi transformé, puisqu'il cherche à créer un lien de fidélité[réf. nécessaire].

### Risques
Les risques liés à la mise en place d’une communication durable existent. Ils se présentent lorsque le discours de l’organisation sur le développement durable et ses actions ne sont pas en phase. Dans ces cas, il est question de greenwashing ou de greenbashing. Il s'agit d'un procédé de marketing ou de relations publiques utilisé par une organisation dans le but de se donner une image écologique responsable, sans que des efforts ne soient réellement faits. Dans certains cas, des changements écologiques ont effectivement pu arriver dans l'entreprise, mais pas à la hauteur de la publicité qui s'est ensuivie.

## Applications et outils

### Applications
Il existe plusieurs applications aux principes de la communication durable.
En évènementiel, une communication durable consistera à choisir des lieux de manifestation selon leur qualité écologique (accessibilité en transports en commun, mise en place du tri sélectif des déchets, diffusion raisonnée des documents imprimés…).
Dans le même domaine, la communication durable peut également consister à mettre en place des événements sur le thème du développement durable (par exemple une collecte de déchets), ou encore des actions allant dans le sens du développement durable (par exemple le retrait des sacs plastiques, la livraison de commande à vélo, etc.)
La communication durable permet aussi de créer de nouvelles formes de communication. Par exemple, certaines actions de communication peuvent impliquer directement les communautés, qui servent alors de relais. Ainsi, le genre de communication a moins d’impact qu’une communication classique qui utiliserait des supports eux aussi classiques (papier, email etc.).
Ainsi, une communication durable permet une co-construction entre une entreprise et ses consommateurs. Cette co-construction est alors basée sur la preuve et l’appropriation, plutôt que sur l’affirmation et la promotion.
Certaines entreprises engagées dans le développement durable décident également de mettre en place des actions de mécénat ou de créer d’une fondation d‘entreprise. En mettant en place ces systèmes, les organisations peuvent contribuer à des actions en faveur du développement durable : préservation de la nature, recherche scientifique, actions solidaires, etc.
L'une des applications de la communication durable consiste à dématérialiser les actions de communication. En utilisant le numérique (appels, visioconférences...), les déplacements sont limités. Ainsi, il n'est plus indispensable d'utiliser un véhicule pour échanger. Cela réduit directement l'impact sur l'environnement. Autrement, certaines organisations mettent en place des plateformes de covoiturage en interne afin d'optimiser les déplacements.

### Outils
Pour prouver son implication dans le développement durable, une organisation dispose de plusieurs outils.
Il existe un logiciel « éco-publicité » destiné à calculer de façon quantitative l’impact environnemental des communications dans les médias. Sont pris en compte la pollution de l’air, de l’eau, la consommation d’énergie et les déchets produits par la campagne de communication.
Les organisations peuvent mettre en place des chartes en interne concernant l’environnement. Cet outil permet de transmettre les valeurs du développement durable à tous les membres d’une entreprise afin que tous entrent dans cette logique de préservation de l’environnement.[réf. nécessaire]
Pour être en adéquation avec une logique de communication durable, il existe des “éco-produits de communication”. Ces outils sont proposés par des imprimeurs certifiés Forest Stewardship Council (FSC). Cela signifie que les supports utilisés entrent dans une logique de communication durable : papier provenant de forêts gérées de façon responsable ou dont la confection contribue à la gestion responsable des forêts, papier à base de fibres recyclées ou répondant aux exigences d’éco-labels officiels. En plus de cela, il est nécessaire que l’organisation veille à la gestion de ses ressources et de ses déchets.
Dans le but de guider les organisations pour la mise en place d'une communication durable, l'Union des annonceurs (UDA) a mis en place une plateforme de partage de bonnes pratiques. Cette plateforme a été développée avec le soutien de l'ADEME et a été rendue publique en 2011. Un guide a également été édité en 2012. 

### Limite
Les actions de communications dématérialisées peuvent avoir un impact sur l'environnement. Par exemple, surfer sur internet ou envoyer un email n'est pas anodin. L'ADEME a calculé que, en moyenne, 13,6 tonnes d'équivalent CO2 sont générés chaque année à cause de l'envoi d'emails. Soit 13 allers-retours Paris-New York. 